# La Persistance de la mémoire
La Persistance de la mémoire est un tableau surréaliste peint en 1931 par Salvador Dalí. C'est une huile sur toile connue dans le grand public sous le titre Les Montres molles et l'un des plus célèbres tableaux du peintre. Exposé pour la première fois à la galerie d'art de Julien Levy en 1932, il est  dans la collection du Museum of Modern Art à New York depuis 1934.
Représentant la plage de Portlligat agrémentée de montres à gousset fondant tel du camembert, la toile tourne autant en dérision la rigidité du temps — opposée ici à la persistance de la mémoire, titre de l’œuvre — qu'elle reflète les angoisses du peintre devant l'inexorable avancée du temps et de la mort. Dalí exploita ici les éléments les plus caractéristiques de sa période surréaliste pour développer des thèmes universels : le temps et la mort. Il en résulte une œuvre à la fois emblématique de l’œuvre dalienne et une portée générale.

## Contexte
D'après la fondation Gala-Salvador Dalí, bien qu'il n'y ait aucune certitude sur le lieu de création de la toile, il est probable qu'elle fut réalisée à Portlligat, peu après que le couple y eut acheté une maison de pêcheur, en
mars 1930, et au début de l'intense bouillonnement artistique qui marqua l'avènement de la Seconde République espagnole (1931-1939), avec la formation du  GATCPAC par exemple. Dali était alors en pleine période surréaliste ; il avait été intégré dans le cercle des surréalistes parisiens depuis 1929 et avait inventé récemment la méthode paranoïaque-critique. Sa relation avec Gala et une accusation de blasphème sur sa mère avaient entraîné la rupture des rapports avec sa famille deux ans auparavant. L'artiste était en plein renouveau tant artistique que personnel.
Dans son œuvre autobiographique La Vie secrète de Salvador Dali, le peintre explique qu'après un repas avec des amis et son épouse, il devait accompagner le groupe au cinéma, mais, une migraine l'ayant pris, il préféra les laisser y aller sans lui. Quand ils furent partis, son regard se perdit dans le camembert mou qui traînait dans son assiette. Il se remémora alors les moments passés avec Gala ; il en conclut que le fort caractère de celle-ci lui avait forgé comme une carapace, ou croûte, qui le protégeait de l'extérieur, mais lui se trouvait à l'intérieur « comme tout mou ».
Appliquant sa méthode surréaliste paranoïa-critique, il se laissa inspirer par le camembert coulant pour représenter sa hantise du temps et de la mort comme une montre molle. Il avait déjà peint le fond de son prochain tableau : le paysage désertique de Portlligat avec les rochers, et esquissé un olivier. Il y ajouta les montres pendant le temps que dura la séance de cinéma.

## Description
En fond est représentée la crique de Portlligat, à laquelle Dali était très attaché et qui, d'après Robert Descharnes servit souvent de « toile de fond, de portant et de rideau de scène » aux œuvres du peintre. Dali affirma à ce propos :

« lié à jamais à ce Portlligat – qui veut dire port lié - où j’ai défini toutes mes vérités crues et mes racines. Je ne suis chez moi qu’en ce lieu ; ailleurs je campe. »

Le tableau représente un ciel crépusculaire, occupant le tiers supérieur, dominant une plage et la Méditerranée. L'horizon marin qui sert de point de fuite est le seul élément lumineux de la toile. La crique, les rochers et les falaises de Portlligat sont représentés  à droite. Selon la fondation Gala et Salvador Dali, le peintre « offre une vision simple et austère de la nature, un paysage plutôt statique qui transmet une certaine idée de stérilité ». La lumière semble vitrifier le paysage.
Les deux tiers inférieurs, où dominent les couleurs froides, sont occupés par la plage où se trouvent trois montres molles et une solide. L'une est suspendue à une branche « d'olivier », l'autre repose sur une forme blanche cadavérique allongée sur le sable qui n'est autre qu'une représentation déformée du Grand masturbateur. Cet élément récurrent et obsessionnel de Dali depuis la réalisation de la toile homonyme, contient un autoportrait du peintre sous la forme des rochers de Portlligat qui sont déjà représentés en fond de cette toile (les falaises à droite). Enfin, les deux dernières montres reposent sur le bord d'un meuble situé à l'extérieur du champ de vision du spectateur et dont seul un angle est visible dans le coin inférieur gauche de l’œuvre.
Aucune de ces montres n'indique la même heure, même si les couleurs et la lumière sont celles du crépuscule. Des deux dernières montres, l'une est molle et est surmontée par une mouche - insecte volant et lié à un sentiment positif chez Dali. La dernière montre est la seule solide et la seule peinte dans une couleur chaude, orangée, se démarquant nettement des montres molles aux tonalités bleutées froides. C'est une montre à gousset montrée à l'envers et masquant donc les aiguilles indiquant l'heure.  Elle est infestée de fourmis - insecte lié, lui, à un sentiment d'horreur chez le peintre. Jean-Hubert Martin suggère que cette dernière soit la montre du père de Dali avec lequel il était profondément brouillé.
De ce tableau qui devint une des œuvres les plus emblématiques de Dalí, le peintre raconta que Gala lui affirma que « personne ne peut l’oublier après l’avoir vu »,.

## Symbolique
Dali exploite dans cette œuvre la plupart de ses éléments picturaux récurrents de cette période : l'opposition dur-mou (rigidité du temps, de l'olivier mort,  fromage coulant), le comestible (camembert), le bestiaire (fourmis, mouches), la sexualité et l'autoportrait (Le Grand Masturbateur), le paysage de Portlligat comme fond. Il développe des thèmes universels, le temps et la mort.
Par sa construction - lignes de fuites du meuble, plans successifs des montres, horizon marin - la peinture guide l’œil du spectateur. Il existe deux axes de lecture. Le premier, suivant l'angle du meuble sur la plage aboutit au point de fuite situé au-delà (et au-dessus) de la toile. La succession des couleurs va des teintes froides de la plage et du meuble aux nuances chaudes et claires de l'horizon, opposées au reste de la toile et qui attirent le regard. La vision passe, plan par plan, de la plage sombre vers l'horizon, puis vers un au-delà marqué par la clarté du point de fuite, interprété souvent comme une invitation à l'au-delà, tant celui du tableau que de la vie : les thèmes centraux sont ici la mort et l'angoisse du temps qui passe. Un second axe de lecture est la diagonale depuis l'angle inférieur gauche jusqu'à l'angle supérieur droit, qui est matérialisée par le bord supérieur du grand masturbateur sur la plage, et qui passe également d'une zone froide et sombre aux lumineux rochers de Portlligat sur l'horizon.

Montrant au centre une étrange créature, portrait de lui-même avec des longs cils également présent dans la toile Le Grand Masturbateur, la toile tourne en dérision la rigidité du temps chronométrique et est une allégorie de l'immortalité. Pour l'association els amics del museu de Dali

« Il est évident que Dalí évoque ici l’une des préoccupations les plus artificielles et abstraites inventées par l’homme : l’obsession de contrôler le temps par les heures que marque la montre [...] Dalí déforme les instruments mêmes qui doivent nous informer sur le temps et il en annule la fonction. »

Ces éléments doivent enfin être mis en relation avec le titre. Comme le firent souvent les surréalistes, Dalí oppose frontalement le contenu de la peinture à son titre. Si la toile représente la fugacité du temps par ses montres molles aux heures différentes, si l'image oblige l’œil à parcourir rapidement le tableau, le titre La persistance de la mémoire renvoie aux notions opposées de statique et de durée.

## Mysticisme
Dans un entretien télévisé de 1961, Dalí explique que « Les montres molles sont comme du fromage, et surtout comme le camembert quand il est tout à fait à point, c’est-à-dire qui a la tendance de commencer à dégouliner », justifiant le mysticisme du tableau par le fait que « Jésus, c’est du fromage », et même « des montagnes de fromage », ce qui selon lui est affirmé par saint Augustin dans une interprétation d'un psaume incertain de la Bible comparant Dieu à une ou des montagnes,
Dans la Vulgate, on retrouve bien au verset 16 de ce psaume « Mons Dei mons pinguis mons coagulatus mons pinguis ». Pinguis et coagulatus, qui devraient être interprétés selon des sens imagés (« terre fertile »), sont ici pris dans leurs sens littéraux : « gras » et  « caillé, coagulé en fromage » respectivement.

## Influences
Il reprit cette évocation vingt ans plus tard, sous l'influence manifeste de sa lecture artistique des avancées scientifiques (de la physique quantique en particulier), qui étaient en plein développement. Il réétudia son tableau en créant La Désintégration de la persistance de la mémoire.

## Dans la culture populaire
Dans Les Looney Tunes passent à l'action (2003) de Joe Dante, Daffy Duck, Bugs Bunny et Elmer Fudd « entrent » dans plusieurs tableaux du musée du Louvre, dont La persistance de la Mémoire, pour l'occasion représenté dans le musée parisien.